# SEASONS
《SEASONS》（四季）是日本歌手濱崎步於2000年6月7日發行的第16張單曲。

## 說明
- 絕情三部曲（濱崎三步曲）的最終作品，前兩部作品分別為第14張單曲《vogue》和第15張單曲《Far away》。
- 封面的設計延續前作，手持的照片為第15張單曲《Far away》封面的照片。
- 首週銷售量達55萬張，是濱崎步個人首週最高銷售，最終累積銷售量亦達136萬張，在濱崎步個人單曲累積銷售紀錄中，僅次於第10張單曲《A》，居個人累積銷售的第二名。
- 本作後收錄於同年9月27日發行的第三張原創專輯《Duty》中，2001年3月28日發行的精選輯《A BEST》、2003年3月12日發行的抒情精選輯《A BALLADS》、2008年發行的單曲精選輯《A COMPLETE ~ALL SINGLES~》和2012年8月8日發行的夏日精選輯《A SUMMER BEST》當中亦收錄了本曲。
- 本作收录的歌曲《SEASONS》是濱崎步所有歌曲當中混音次數最多的一首。
- 濱崎步于2000年12月31日的“NHK紅白歌合戰”登場演唱《SEASONS》。

## 收錄歌曲
全曲作詞：濱崎步
1. SEASONS "Original Mix"
作曲: D・A・I／編曲：鈴木直人
富士電視台連續劇《天氣預報的戀人》主題曲
2. SEASONS "Acoustic Orchestra Version"
3. TO BE "Acoustic Orchestra Version"
富士電視台連戲劇《天氣預報的戀人》插入曲
4. SEASONS "so happy so sad mix"
5. SEASONS "Jonathan Peters' Radio Mix"
6. SEASONS "Rays of Light mix"
7. SEASONS "Neutralize:Final Attack Mix"
8. SEASONS "D-Z BLUE SUNBEAM MIX"
KOSÉ《VISEE 偏光編》廣告歌曲
9. SEASONS "Dub's Rain of duv Remix"
10. SEASONS "Original Mix -Instrumental-"
11. ever free "HΛL'S MIX 2000"